# روبيرتو سيفوينتيس
روبيرتو سيفوينتيس Roberto Cifuentes (ولد في 21 ديسمبر 1957 في سانتياغو في تشيلي) لاعب شطرنج تشيلي يحمل لقب أستاذ كبير (غراند ماستر).

## إنجازات
- فاز ببطولة تشيلي للشطرنج خمس مرات من عام 1982 إلى 1986.
- مثل تشيلي سبع مرات في أولمبياد الشطرنج في الفترة بين 1978 إلى 1990.
- مثل تشيلي في بطولة فرق بان أمريكان للشطرنج مرتين عام 1985 و1987، وفاز فردياً بذهبية وبرونزية، ومع الفريق بفضية وبرونزية.
- انتقل إلى هنولندا حيث فاز بالمركز الثاني في بطولة هولندا الشطرنجية عام 1993.
- مثل هولندا في فترة بين 1992 و2001.

## ألقاب
- نال لقب أستاذ كبير (غراند ماستر) عام 1991.

## تصنيف إيلو
- بلغ في تصنيف إيلو 2525 نقطة في يناير 2010، وفق تصنيفات الاتحاد الدولي للشطرنج.

## روابط خارجية
- روبيرتو سيفوينتيس على موقع الاتحاد الدولي للشطرنج (الإنجليزية)
- روبيرتو سيفوينتيس على موقع مباريات الشطرنج (الإنجليزية)
- روبيرتو سيفوينتيس على موقع 365Chess.com (الإنجليزية)
- روبيرتو سيفوينتيس على موقع Chesstempo.com (الإنجليزية)
- روبيرتو سيفوينتيس سجل أولمبياد الشطرنج على موقع OlimpBase.org (الإنجليزية)